# دهستان کوهدشت جنوبی
دهستان کوهدشت جنوبی نام دهستانی در بخش مرکزی شهرستان کوهدشت، استان لرستان در ایران است. براساس سرشماری مرکز آمار ایران در سال ۱۳۸۵، جمعیت آن ۱۶۹۲۳ نفر (۳۴۴۵ خانوار) بوده‌است.